# بيت العجل (أرحب)

تعديل مصدري - تعديل

بيت العجل هي إحدى قرى عزلة شاكر بمديرية أرحب التابعة لمحافظة صنعاء، بلغ تعداد سكانها 212 نسمة حسب تعداد اليمن لعام 2004.